# Singles Collection: The London Years
Singles Collection: The London Years es un álbum recopilatorio de la banda británica de rock The Rolling Stones lanzado por la disquera ABKCO Records en 1989. Este material discográfico fue lanzado el 15 de agosto de 1989 como un box set, recopilando todos los sencillos, incluidos lados A y lados B, editados por los Stones en Gran Bretaña entre 1963, año de la salida de su primer sencillo "Come On", y 1971, año en el cual rompieron relaciones con su primera disquera Decca Records. 
Es uno de los tantos materiales no autorizados por la banda editados por Allen Klein, su antiguo mánager, con su compañía discográfica ABKCO Records después de hacerse de los derechos de todas las composiciones de The Rolling Stones hechas entre 1963 y 1971. Tuvo un fugaz paso por las listas de popularidad de los Estados Unidos debutando en el lugar #196 del Billboard 200, misma en la cual logró alcanzar hasta el #97, obteniendo disco de platino. 

## Historia
Allen Klein, mánager de los Stones a finales de los 60s, usurpó el control de las grabaciones hechas por la banda con Decca/London antes de 1970 después de haber terminado su contrato con Decca y Klein. Fue lanzado en 1989, Singles Collection: The London Years es un álbum triple que contiene cada uno de los sencillos -y sus correspondientes lados B - además de sus originales mezclas mono, abarca toda la era con Decca Records, en Inglaterra, y London Records, en EE. UU. - de ahí el título del disco. Solo fueron omitidas "Natural Magic" (instrumental de Ry Cooder, lanzada como Lado-B de "Memo From Turner"), "Let It Rock" (lanzado en RU en el single de "Brown Sugar") y "Sway" (Lado-B de "Wild Horses").
Con un rango que va desde 1963 a 1971, la producción recopila desde su primer corte británico, "Come On" de Chuck Berry, hasta "Brown Sugar" y "Wild Horses" del Sticky Fingers (canciones en la que Allen Klein comparte los derechos con The Rolling Stones).  
Debutó en los Estados Unidos en el puesto # 196, alcanzando hasta el #91 para quedarse en las listas por 22 semanas y llegar a vender más de un millón de copias, acreditándose de esta forma el disco de platino el 1 de julio de 1992.
El 20 de agosto de 2002, Singles Collection: The London Years, remasterizado, fue re-lanzado en CD y SACD por la ABKCO Records.

## Pistas
Todas las canciones son de autoría de Mick Jagger y Keith Richards, excepto las indicadas.

### Disco uno
1. "Come On" (Chuck Berry) – 1:48
2. "I Want to Be Loved" (Willie Dixon) – 1:52
3. "I Wanna Be Your Man" (John Lennon/Paul McCartney) – 1:43
4. "Stoned" (Nanker Phelge) – 2:09
5. "Not Fade Away" (Charles Hardin/Norman Petty) – 1:47
6. "Little by Little" (Nanker Phelge/Phil Spector) – 2:39
7. "It's All Over Now" (Bobby Womack/Shirley Jean Womack) – 3:27
8. "Good Times, Bad Times" – 2:31
9. "Tell Me" – 2:47
10. "I Just Want to Make Love to You" (Willie Dixon) – 2:17
11. "Time Is on My Side" (Norman Meade) – 2:53
  - Versión con intro de guitarra, publicada en el álbum The Rolling Stones No.2
12. "Congratulations" – 2:28
13. "Little Red Rooster" (Willie Dixon) – 3:05
14. "Off the Hook" – 2:34
15. "Heart of Stone" – 2:45
16. "What a Shame" – 3:03
17. "The Last Time" – 3:42
18. "Play with Fire" (Nanker Phelge) – 2:14
19. "(I Can't Get No) Satisfaction" – 3:43
20. "The Under Assistant West Coast Promotion Man" (Nanker Phelge) – 3:08
21. "The Spider and the Fly" – 3:38
22. "Get Off of My Cloud" – 2:54
23. "I'm Free" – 2:24
24. "The Singer Not the Song" – 2:22
25. "As Tears Go By" (Mick Jagger/Keith Richards/Andrew Loog Oldham) – 2:45

### Disco dos
1. "Gotta Get Away" – 2:07
2. "19th Nervous Breakdown" – 3:56
3. "Sad Day" – 3:01
4. "Paint It, Black" – 3:44
5. "Stupid Girl" – 2:55
6. "Long, Long While" – 3:01
7. "Mother's Little Helper" – 2:45
8. "Lady Jane" – 3:10
9. "Have You Seen Your Mother, Baby, Standing in the Shadow?" – 2:34
10. "Who's Driving Your Plane?" – 3:14
11. "Let's Spend the Night Together" – 3:26
12. "Ruby Tuesday" – 3:13
13. "We Love You" – 4:36
14. "Dandelion" – 3:48
15. "She's a Rainbow" – 4:11
16. "2000 Light Years from Home" – 4:44
17. "In Another Land" (Bill Wyman) – 2:53
18. "The Lantern" – 4:26
19. "Jumpin' Jack Flash" – 3:38
20. "Child of the Moon" – 3:12

### Disco tres
1. "Street Fighting Man" – 3:09
2. "No Expectations" – 3:55
3. "Surprise, Surprise" – 2:30
4. "Honky Tonk Women" – 3:00
  - Mezcla en stereo, no es el original single mix de 1969
5. "You Can't Always Get What You Want" – 4:49
6. "Memo from Turner" – 4:06
  - Lanzado como single solista de Mick Jagger en noviembre de 1970
7. "Brown Sugar" – 3:49
8. "Wild Horses" – 5:42
9. "I Don't Know Why" (Stevie Wonder/Paul Riser/Don Hunter/Lula Hardaway) – 3:01
10. "Try a Little Harder" – 2:17
11. "Out of Time" – 3:22
12. "Jiving Sister Fanny" – 3:20
13. "Sympathy for the Devil" – 6:17
  - Lanzado como Cara-B del sencillo de "Honky Tonk Women"